# (6538) Muraviov
(6538) Muraviov (1981 SA5) – planetoida z pasa głównego asteroid okrążająca Słońce w ciągu 4,84 lat w średniej odległości 2,86 j.a. Odkryta 25 września 1981 roku.